# Conus orion
Espèce
Statut de conservation UICN

 LC  : Préoccupation mineure
Conus orion est une espèce de mollusques gastéropodes marins de la famille des Conidae.
Comme toutes les espèces du genre Conus, ces escargots sont prédateurs et venimeux. Ils sont capables de « piquer » les humains et doivent donc être manipulés avec précaution, voire pas du tout.

## Description
La taille de la coquille varie entre 17 mm et 32 mm. La coquille plus large est angulaire à l'épaule. La couleur de la coquille est brun foncé avec des bandes blanches maculées et des lignes tournantes assez continues de brun plus foncé. La spire est convexe et maculée de marron. .

## Distribution
Cette espèce est présente dans l'océan Pacifique entre le Mexique et la Colombie.

### Niveau de risque d’extinction de l’espèce
Selon l'analyse de l'UICN réalisée en 2011 pour la définition du niveau de risque d'extinction, cette espèce se trouve du golfe de Californie à l'Équateur et possède une vaste aire de répartition. Elle est peu commune mais n'est pas fortement prélevée pour le commerce des coquillages et se trouve probablement dans des zones marines protégées. Elle est classée dans la catégorie préoccupation mineure avec un besoin de recherches supplémentaires concernant sa population, son habitat/écologie et les menaces possibles.

## Taxonomie

### Publication originale
L'espèce Conus orion a été décrite pour la première fois en 1833 par le naturaliste britannique William John Broderip dans « Proceedings of the Zoological Society of London »,.

### Synonymes
- Conus (Dauciconus) orion Broderip, 1833 · appellation alternative
- Conus drangai Schwengel, 1955 · non accepté
- Poremskiconus orion (Broderip, 1833) · non accepté
- Purpuriconus orion (Broderip, 1833) · non accepté